# Pier Francesco Foschi

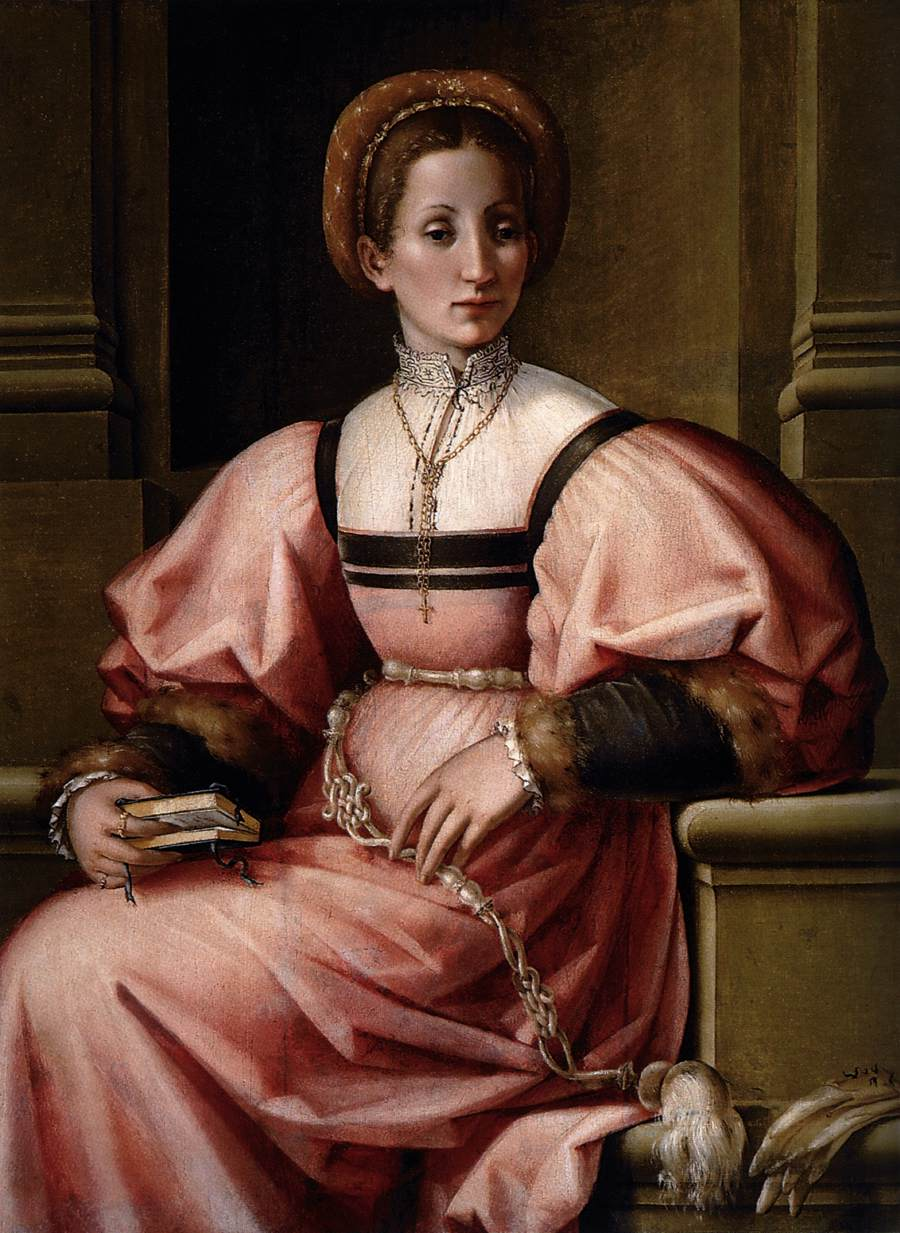
Retrato de dama, Museo Thyssen-Bornemisza, Madrid.

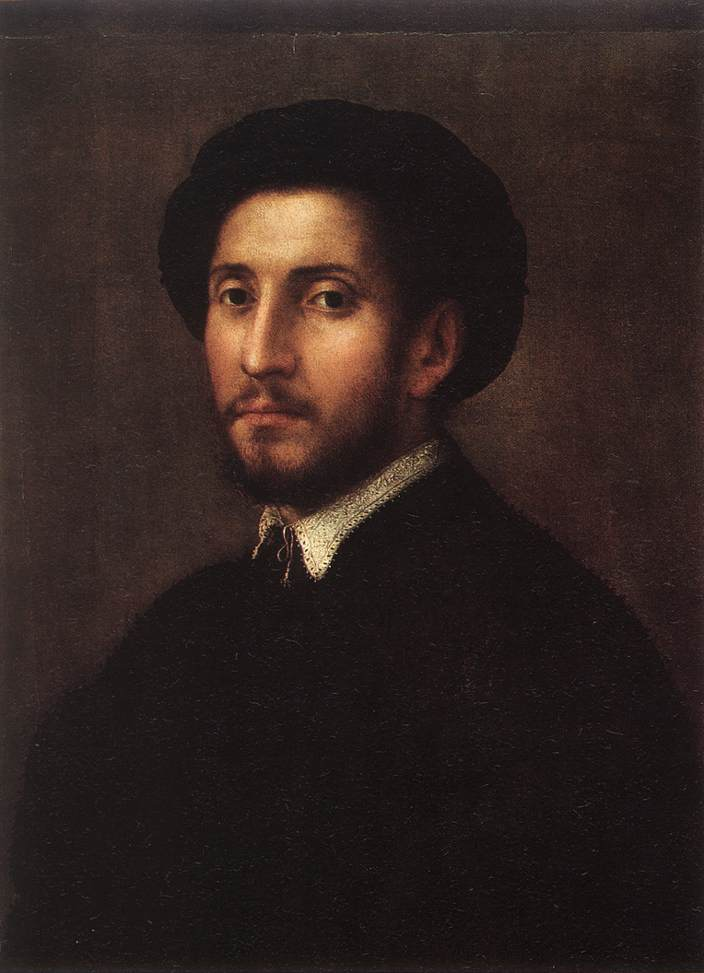
Retrato de hombre, Uffizi.

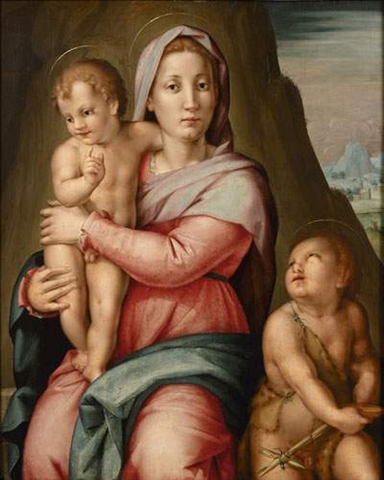
Virgen con el Niño y San Juanito

Pier Francesco di Jacopo Foschi (Florencia, 1502 - Florencia, 1567), fue un pintor manierista italiano. A veces su nombre se ha escrito como Toschi.

## Biografía
Hijo de un pintor de idéntico nombre (Pier Francesco di Jacopo di Sandro Foschi, Florencia: 1463-1530), fue alumno en el taller de Andrea del Sarto. Colaboró con Pontormo en los frescos que éste realizó en Careggi hacia 1536.
Poco a poco fue alejándose del estilo de Sarto para acercarse a un manierismo típico y algo vacuo, de profundo tinte academicista. Su forma de pintar se acercó al Pontormo y a una espiritualidad cercana al estilo contramanierista.
Foschi fue un cotizado retratista. En diversas colecciones europeas se conservan muestras de su talento en este campo (Retrato de dama, Colección Thyssen; Retrato de hombre, Uffizi). Estas obras se caracterizan por la pose típicamente manierista de los personajes, llamada contrapposto, consistente en girar levemente la cabeza del retratado con respecto al cuerpo. Esta postura consigue una sensación de dinamismo y movimiento en la figura, sin perder la elegancia requerida. Foschi consiguió algunas piezas de notable frescura, pero acabó convirtiéndola en una fórmula manida con el paso de los años.
Entre sus alumnos figuran Alessandro Fei y probablemente Maso da San Friano. Foschi fue uno de los miembros fundadores de la Accademia del dissegno propugnada por Giorgio Vasari y aprobada por el Gran Duque Cosme I de Toscana en 1563.

## Obras destacadas
- Templo de Hércules (c. 1520, Museo di Palazzo Davanzati, Florencia)
- Cristo con la cruz (Museo del Cenacolo di Andrea del Sarto, Monasterio di San Michele a San Salvi, Florencia)
- Retrato de Andrea del Sarto (Musée Condé, Chantilly)
- Virgen con el Niño y San Juanito (Colección particular)
- Retrato de hombre (c. 1530, Galleria degli Uffizi, Florencia)
- Retrato de dama (1530-35, Museo Thyssen-Bornemisza, Madrid)
- San Felipe Benicio y los tres malvados (1540, Indianapolis Museum of Art)
- Retrato de hombre joven tejiendo una corona de flores (1540, Utah Museum of Art)
- Inmaculada Concepción (1540-45, Santo Spirito, Florencia)
- Resurrección (1540-45, Santo Spirito, Florencia)
- Transfiguración (1540-45, Santo Spirito, Florencia)
- Cristo con la cruz a cuestas (c. 1550, Galería Borghese, Roma)
- Retrato de dama como Santa Catalina (1560, Cleveland Museum of Art)
- Retrato de dama (1565, Rijksmuseum, Ámsterdam)